# Heliotropium skeleton
Heliotropium skeleton är en strävbladig växtart som beskrevs av L.A. Craven. Heliotropium skeleton ingår i Heliotropsläktet som ingår i familjen strävbladiga växter. Inga underarter finns listade i Catalogue of Life.